# Dolmen de les Rieres
El dolmen de les Rieres, o del Camp Gran II, o de Marsugà Dellà, o del Castellàs, és molt a prop de la partió entre els termes de Bulaternera i Sant Miquel de Llotes, tots dos de la comarca del Rosselló, a la Catalunya del Nord.

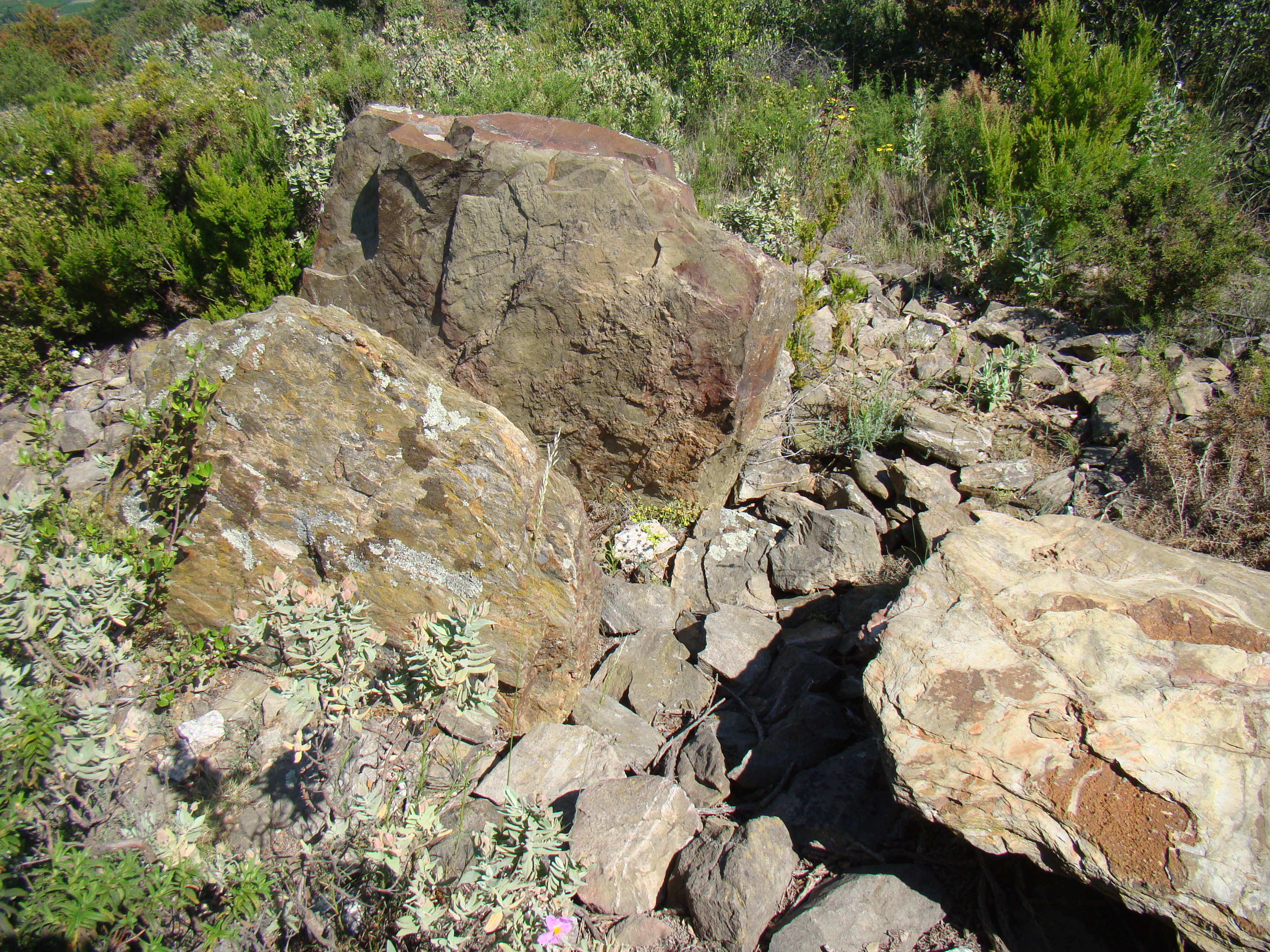
El dolmen, mig destruït

Per bé que algunes fonts el situen en terreny de Sant Miquel de Llotes, en realitat, però, és dins del terme de Bulaternera. A prop, al sud-est, però en el terme veí de Sant Miquel de Llotes, hi ha el Dolmen de les Molleres, o del Camp Gran I.
Va ser estudiat per primera vegada per Eugène Devaux el 1936, i posteriorment per Pere Ponsich i Maurice Iché el 1949. En Lluís Pericot l'esmentà en la segona edició de la seva tesi del 1950, i Jean Abélanet en destacà els gravats que en decoren la llosa de cobertura.